# Пятилетка (Черепановский район)
Пятиле́тка — посёлок в Черепановском районе Новосибирской области. Административный центр Пятилетского сельсовета.

## География
Площадь посёлка — 19 гектаров.

## Население
| 2002 | 2007 | 2010 |
| ---- | ---- | ---- |
| 631  | ↗696 | ↘665 |

## Инфраструктура
В посёлке по данным на 2007 год функционирует 1 учреждение здравоохранения и 2 учреждения образования.